# آتینا جانستون
آتینا جانستون (انگلیسی: Atina Johnston؛ زادهٔ ۱۲ اکتبر ۱۹۷۱) ورزشکار کرلینگ اهل کانادا است. او همچنین از برندگان مدال‌های بازی‌های المپیک زمستانی ۱۹۹۸ است.